# Спонсорство
Див. також Законодавча термінологія.

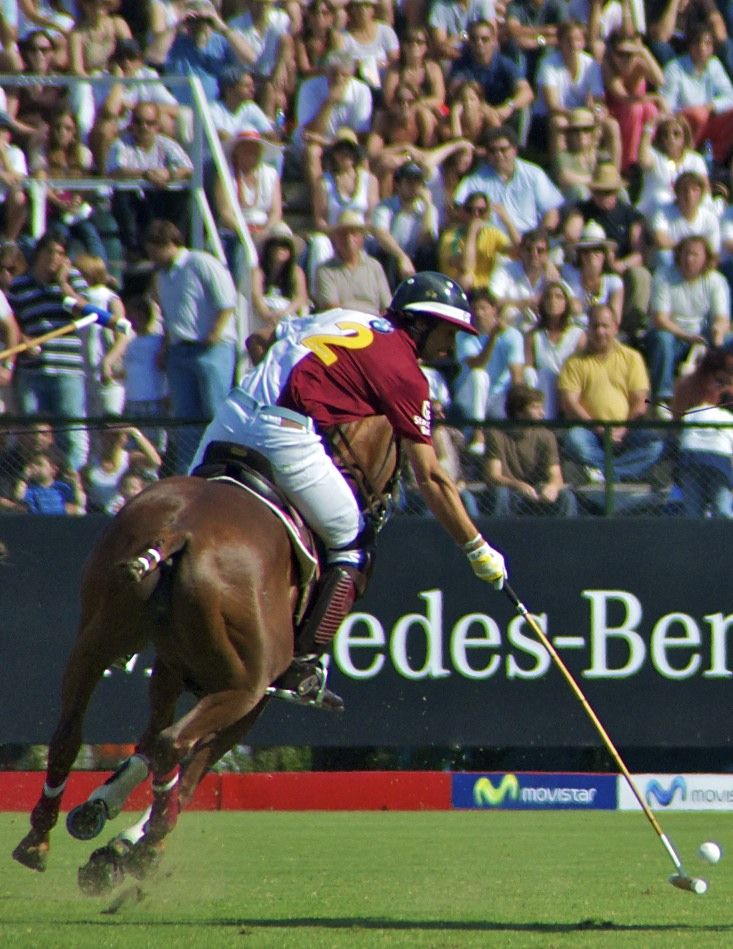
Спонсорство автомобільної компанії в кінному спорті.

Спо́нсорство — діяльність як фізичних, так і юридичних осіб, з метою отримання якої-небудь матеріальної вигоди або прибутку для себе, або в обмін на рекламу.
Спонсор — індивідум або група, яка забезпечує підтримку, подібну до благодійника. Проте, на відміну від благодійності, спонсорування не носить безкорисливого характеру. Спонсорування може бути договірним, обмінюватися на рекламування з метою популяризації товару або юридичної особи.
Спонсор може забезпечувати купівлю або оренду устаткування для відомого спортсмена або спортивної команди в обмін на демонстрацію його торгової марки на екіпіруванні цього спортсмена або команди. Спонсор тим самим заробляє рейтинг, а підтримуваний заробляє гроші або інші матеріальні вигоди. Цей тип спонсорування, є популярним інструментом спонсорування в таких сферах як спортивні змагання, мистецтво, засоби масової інформації і добродійність.